# 바그마티구

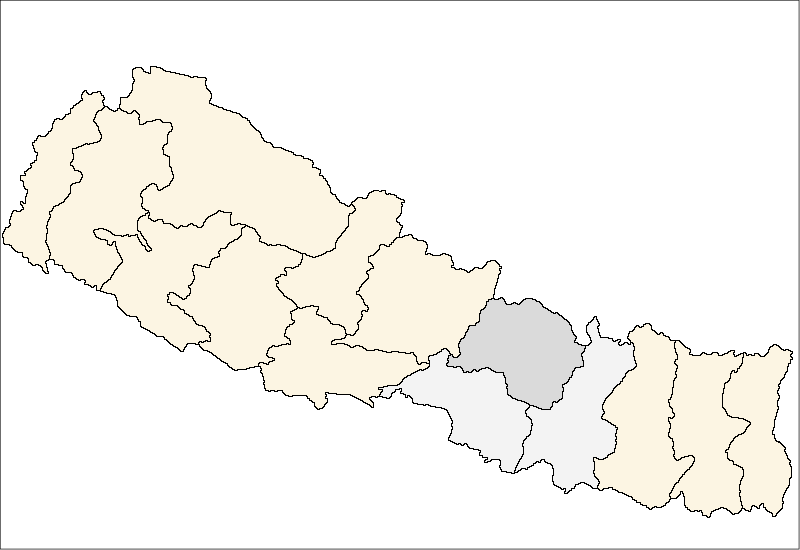
바그마티 구의 위치

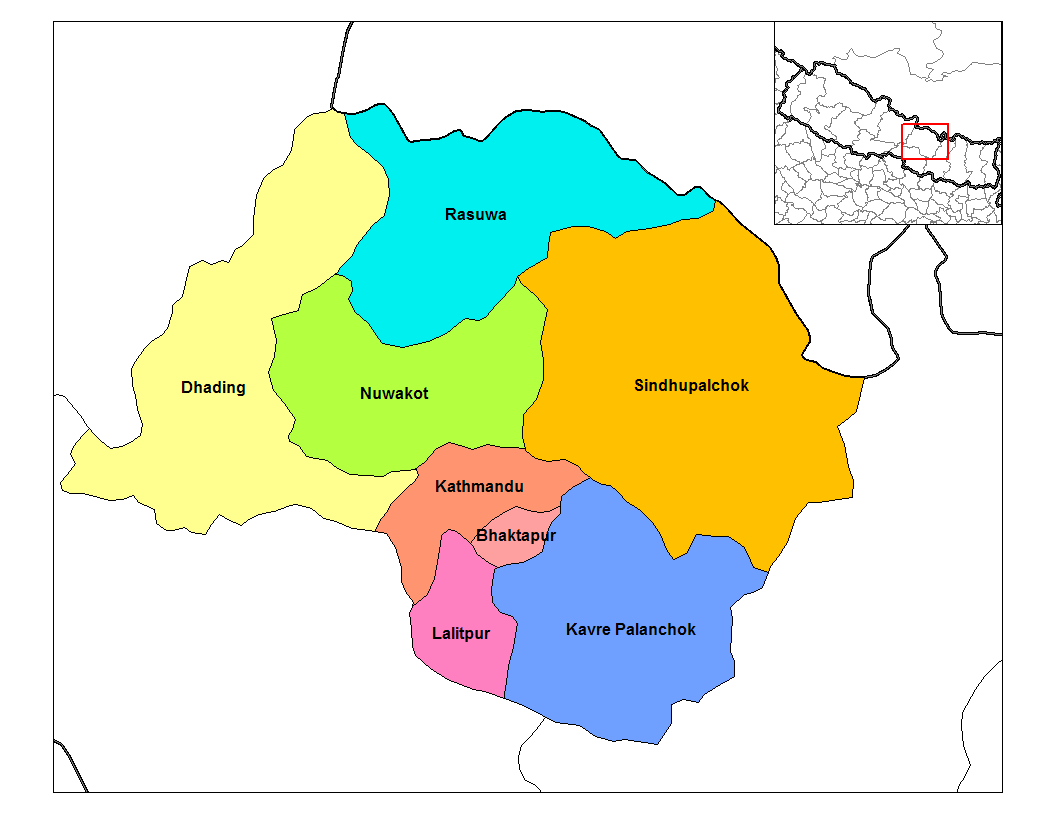
바그마티 구의 현

바그마티구(네팔어: बागमती)는 네팔을 구성하는 14개 구 가운데 하나로 행정 중심지는 네팔의 수도인 카트만두이며 면적은 9,428km2, 인구는 2,250,805명(2001년 기준), 인구 밀도는 238.7명/km2이다. 행정 구역상으로는 중부 개발 지구에 속한다. 구 이름은 바그마티강에서 유래된 이름이다. 카트만두 계곡이 이 곳에 위치한다.

## 행정 구역
8개 현을 관할한다.
- 박타푸르 현
- 다딩 현
- 랄릿푸르 현
- 카트만두 현
- 카브레팔란촉 현
- 누와콧 현
- 라수와 현
- 신두팔촉 현

## 같이 보기
- 네팔의 구